# Cneoraceae
Cneoraceae é uma família de plantas dicotiledóneas. Segundo Watson & Dallwitz ela compreende três espécies repartidas em dois géneros:
- Cneorum
- Neochamaelea

São plantas arbustivas, produtoras de óleos essenciais, originárias das regiões temperadas quentes a tropicais de Cuba, das Canárias e da baía do Mediterrâneo
O sistema APG II incorpora estes géneros na família Rutaceae.